# Pavel Taussig (humorista)
Pavel Taussig (* 24. listopadu 1933 v Bratislavě) je slovenský humorista, prozaik, satirik, publicista, redaktor, výtvarník a fotograf židovského původu. Přežil koncentrační tábory Auschwitz, Mauthausen, Melk a Gunskirchen i pochod smrti z Osvětimi. V roce 2018 vyšla z jeho deníkových zápisků kniha s názvem Chlapec, který přežil pochod smrti... a natruc jsem neumřel.

## Život
Pavel Taussig se narodil 24. listopadu 1933 v Bratislavě jako jediný syn do židovské rodiny rodičům Arturovi a Jolaně Taussigovým. Rodina byla zámožná a plně asimilovaná, Pavel Taussig byl hned po narození pokřtěn evangelickým farářem a pečovala o něj matka společně s chůvou. O židovském původu se doma nemluvilo, Pavel Taussig navštěvoval slovenskou školu.
Po nástupu Adolfa Hitlera k moci během druhé poloviny 30. let se začala situace Židů zhoršovat. Po vzniku Protektorátu Čechy a Morava a samostatného Slovenského státu již nebyla emigrace možná. Otec Artur Taussig ztratil svoji práci a rodina se musela několikrát stěhovat.
„Rodiče se mě všemožně snažili ochránit před tím, co se dělo. Každé stěhování zdůvodňovali tím, že to tatínek bude mít blíž do firmy. Když se začali ztrácet rodinní přátelé, kteří šli do prvních transportů, mluvili jen o tom, že se stěhovali,“
Pavel Taussig, 
Dne 26. října 1944 byl s rodiči a příbuznými zatčen. 3. listopadu 1944 byl transportován do koncentračního tábora Auschwitz v Osvětimi. V polovině ledna 1945 absolvoval pochod smrti z Osvětimi. Poté byl deportován do koncentračního tábora Mauthausen. Nakonec byl 4. května 1945 osvobozen v táboře Gunskirchen 71. pěší divizí armády Spojených států amerických. Po několikatýdenní rekonvalescenci v Hörschingu a Linci se v polovině roku 1945 vrátil do Bratislavy, kde se setkal se svými rodiči. Zhruba rok se léčil s tuberkulózou ve Vysokých Tatrách.
V roce 1946 nastoupil na gymnázium v Bratislavě. V roce 1958 vystudoval knihovnictví a slovenštinu na Filozofické fakultě Univerzity Komenského v Bratislavě. V letech 1956–1964 byl zaměstnán jako knihovník, vedoucí propagačního oddělení Slovenského vydavateľstva krásnej literatúry a v letech 1964–1968 jako redaktor časopisu Roháč.
Na Mezinárodním festivale humoru Kremnické gagy 2012 získal ocenění Zlatý gunár za celoživotní dílo.

## Dílo
- Hana - román, vydalo Vydavateľstvo Rak, Bratislava 1962, ISBN 978-80-85501-55-1
- Jedinečná svätá - humorné a satirické povídky, Sixty-Eight Publishers, Toronto 1985, ISBN 80-219-0155-1
- Blbé, ale naše - kreslené vtipy, Sixty-Eight Publishers, Toronto 1987, ISBN 0-88781-191-4
- Chlapec, který přežil pochod smrti ... a natruc jsem neumřel! - autobiografické vzpomínky, Cosmopolis, Praha 2018, ISBN 978-80-271-0410-9